# Education, Education, Education & War
Education, Education, Education & War is het vijfde studioalbum van de Britse rockband Kaiser Chiefs. Het album werd op 31 maart 2014 uitgebracht op cd, vinyl en als download.

## Productie
Education, Education, Education & War is het eerste album van de band na het vertrek van drummer Nick Hodgson in 2012. Op deze plaat is Hodgson vervangen door Vijay Mistry. Dit is ook het eerste album van de band dat geproduceerd is door Ben H. Allen III. Het album is opgenomen in The Maze Studio in Atlanta en gemixt in de Electric Lady Studios in New York.

## Promotie
In december 2013 zette de band het nummer Misery Company op hun SoundCloud-account. Een maand later volgde de eerste single, "Bows & Arrows", gevolgd door "Coming Home" in februari. Een week voor de release bood de band het hele album aan als stream via de website van de Britse krant The Guardian.

## Tracklisting
1. "The Factory Gates" (3:32)
2. "Coming Home" (4:51)
3. "Misery Company" (5:13)
4. "Ruffians on Parade" (3:35)
5. "Meanwhile Up in Heaven" (5:12)
6. "One More Last Song" (4:05)
7. "My Life" (5:08)
8. "Bows & Arrows" (3:43)
9. "Cannons" (6:02)
10. "Roses"  (4:38).

Tracks 1, 4 en 9 zijn geschreven door Fraser T Smith, de rest door Kaiser Chiefs.